# Ulf-Erik Slotte
Ulf-Erik Alexander Slotte, född 15 november 1931 i Helsingfors, död 5 november 2019 i Helsingfors, var en finländsk diplomat. 
Slotte växte upp i Tammerfors och avlade studentexamen i Svenska samskolan och därefter studerade historia vid universitetet. Efter magisterexamen 1955 vid Helsingfors universitet  fortsatte han sina studier i Washington under Fulbright-programmet. Slotte inträdde i den finländska utrikesförvaltningens tjänst i januari 1959 med en avhandling om Monroedoktrinen som en av meriterna. Han kom dock aldrig att tjänstgöra i USA men desto mera med nordiska frågor.
På Slottes initiativ grundades den nordiska byrån vid utrikesministeriet på 1970-talet. Han ingick också i den samnordiska arbetsgrupp som förberedde grundandet av Nordiska investeringsbanken (NIB) 1976.
Slotte har tjänstgjort som attaché både i Oslo och Stockholm, i tre omgångar, som ministerråd 1971–1973. Han utnämndes 1977 till ambassadör i Ankara och 1983 till understatssekreterare vid administrativa avdelningen 1983; därefter var han ambassadör i Canberra 1988–1991 och i Dublin från 1991 fram till sin pensionering 1996. Som understatssekreterare var Slotte vice ordförande för den kommitté som utarbetade ett utvecklingsprogram för utrikesministeriet och ordförande för den nämnd som valde in nya diplomater.
Slotte var också en flitig recensent och översättare.

### Biografier
- Slotte, Ulf-Erik i Uppslagsverket Finland (webbupplaga, 2012). CC-BY-SA 4.0
- Törnudd, Klaus (17 november 2019). ”Nekrolog: Ulf-Erik Slotte”. Hufvudstadsbladet:  s. 41.